# G. Stanley Hall
Granville Stanley Hall, ameriški psiholog in pedagog, * 1. februar 1844,  Ashfield, Massachusetts, ZDA, † 24. april 1924, Worcester, Massachusetts, ZDA.
Njegovo zanimanje se je osredotočalo predvsem na otroški razvoj in evolucijsko teorijo. Hall je bil prvi predsednik Ameriškega psihološkega združenja.